# ایل دنبلی
دُنبُلی نام یکی از اتحادیه‌های ایلی ایران است که در نواحی خوی و سلماس در استان آذربایجان غربی سکنی داشته‌اند. دنبلیان ابتدا در نزدیکی موصل اقامت داشتند و سپس به آذربایجان و نواحی دیگر ایران کوچیدند. اُمرای دنبلی خود را از نوادگان برمکیان می‌دانستند. اسلاف امرای دنبلی از نقباء و مرشدین متصوفه شمرده می‌شدند و مقابر آنان زیارتگاه‌های عمومی بوده‌است، ازجمله امیر یحیی دنبلی که در شمار مشایخ سلسله بکتاشیه بوده. نیز عده‌ای از محدثین شیعه مانند محمد بن وهبان دنبلی از این طایفه بوده‌اند. شاخه‌هایی از امرای دنبلی تا برآمدن صفویان در دیاربکر و برخی مناطق آذربایجان حکومت مستقل داشتند.
«دنبلی» ترکیب کلمهٔ دنبل و یای نسب است و «دنبل» نام کوهی در منطقهٔ دیاربکر.
ایل دنبلی که امرای دنبلی از بین آنها بوده‌اند، یکی از اتحادیه‌های ایلی ایران شمرده می‌شود که از نظر تباری برخی منابع این ایل را از ایل‌های کُرد دانسته‌اند که در نواحی خوی و سلماس سکنی داشته‌ و به زبان ترکی آذربایجانی صحبت میکنند.
شرف‌خان بدلیسی در شرفنامه (نخستین منبعی به‌طور مستقل به شرح تاریخ و جغرافیای قوم کرد پرداخته) چنین آورده‌است:«عشایر دنبلی از ولایت بُختی آمده در میان اکراد ایشان را دنبلی‌بُخت می‌خوانند.» منابع متاخر نسب امرای دنبلی را به برمکیان متصل می‌سازند. این دو فرضیه را نمی‌توان مغایر هم دانست، اما برای پذیرش انتساب دنبلیان به برامکه به مستندات و مدارک قوی‌تری نیاز است.
ایل دنبلی ابتدا بر آیین یزیدی بوده‌است و به‌احتمال زیاد پس از استقرار در خوی، عده‌ای از اُمرای دنبلی به سنت می‌گرایند. در اوایل صفویه تا زمان شاه اسماعیل دوم، دنبلیان بر دو مذهب سنی شافعی و یزیدی بوده‌اند و به‌احتمال زیاد از زمان شاه عباس یکم به تشیع گرویده‌اند، تا جایی که در دوران افشار، زندیه و قاجار اغلب آنان پیروی تشیع بوده‌اند.